# Contomastix
Contomastix is een geslacht van hagedissen uit de familie tejuhagedissen (Teiidae).

## Naam en indeling
De groep werd voor het eerst wetenschappelijk beschreven door Michael Brown Harvey, Gabriel N. Ugueto en Ronald L. Gutberlet in 2012. Er zijn vijf soorten, een aantal hiervan behoorde eerder tot het geslacht van de renhagedissen (Cnemidophorus). Een zesde soort, Contomastix charrua, is al sinds 1977 niet meer waargenomen, ondanks intensieve zoektochten naar het dier. Contomastix charrua wordt daarom beschouwd als uitgestorven.

## Verspreidingsgebied
De verschillende soorten komen voor in delen van Zuid-Amerika en leven in de landen Argentinië, Bolivia, Brazilië en Uruguay.

## Soortenlijst
| Soorten uit het geslacht Contomastix | Soorten uit het geslacht Contomastix         | Soorten uit het geslacht Contomastix   |
| ------------------------------------ | -------------------------------------------- | -------------------------------------- |
| Naam                                 | Auteur                                       | Verspreidingsgebied                    |
| Contomastix celata                   | Cabrera, Carreira, Di Pietro, & Rivera, 2019 | Argentinië                             |
| Contomastix lacertoides              | Duméril & Bibron, 1839                       | Argentinië, Bolivia, Brazilië, Uruguay |
| Contomastix leachei                  | Peracca, 1897                                | Argentinië                             |
| Contomastix serrana                  | Cei & Martori, 1991                          | Argentinië                             |
| Contomastix vacariensis              | Feltrim & Lema, 2000                         | Brazilië                               |
| Contomastix vittata                  | Boulenger, 1902                              | Bolivia                                |

Ameiva · 
Ameivula · 
Aspidoscelis · 
Aurivela · 
Callopistes · 
Cnemidophorus · 
Contomastix · 
Crocodilurus · 
Dicrodon · 
Dracaena · 
Glaucomastix · 
Holcosus · 
Kentropyx · 
Medopheos · 
Pholidoscelis · 
Salvator · 
Teius · 
Tupinambis